# Hjalmar Mellin
Hjalmar Mellin   (Liminka, 19 de juny de 1854 - Hèlsinki, 5 d'abril de 1933) va ser un matemàtic finés, conegut per haver enunciat la transformada de Mellin.

## Vida i Obra
Mellin, fill d'un pastor protestant que abans havia sigut mestre d'escola, va fer els seus estudis secundaris al liceu de Hämeenlinna, uns cent quilòmetres al nord de Hèlsinki i els seus estudis universitaris a la Universitat d'Helsinki. El 1881 va defensar la seva tesi doctoral sobre funcions algebraiques de variable complexa sota la direcció de Gösta Mittag-Leffler. El curs 1881-2 va estudiar a la universitat de Berlin i els dos cursos següents va tornar amb Mittag-Leffler a la universitat d'Estocolm.
A partir de 1884 i fins a la seva jubilació el 1926, va ser professor del Institut Politècnic de Hèlsinki que el 1908 es va convertir en la Universitat Tècnica de Finlàndia i avui és la Universitat Aalto.
Mellin va ser influenciat per dues obres de Salvatore Pincherle de 1886 i 1888, i sembla que sota aquesta influència va arribar a la conclusió que les eines més efectives per a les seves investigacions es trobaven en la teoria de les funcions de Cauchy. A partir de 1896 va desenvolupar la transformada de Mellin (molt relacionada amb les transformades de Laplace i de Fourier) i la va aplicar a la resolució de problemes sobre comportament asimptòtic de les integrals i sobre solucions de les equacions diferencials.